# Saint-Genouph
Saint-Genouph – miejscowość i gmina we Francji, w Regionie Centralnym, w departamencie Indre i Loara.
Według danych na rok 1990 gminę zamieszkiwały 873 osoby, a gęstość zaludnienia wynosiła 184 osoby/km² (wśród 1842 gmin Regionu Centralnego Saint-Genouph plasuje się na 453. miejscu pod względem liczby ludności, natomiast pod względem powierzchni na miejscu 1373.).